# Профилакторий Кировского района
Профилакто́рий Ки́ровского (первоначально Моско́вско-На́рвского) райо́на в Санкт-Петербурге — яркий пример ленинградского конструктивизма.
Проекты Московско-Нарвского и Невского профилакториев — нового типа медицинских учреждений, направленных не на лечение, а на профилактику заболеваний — разработан группой архитекторов (О. Л. Лялиным, Я. О. Свирским и И. И. Фоминым) под руководством академика Л. В. Руднева, автора памятника борцам революции на Марсовом поле и многих московских построек (Военной академии, Университета и др.).

## Краткое описание сооружения
Построен в 1928—1930 годах в комплексе с жилмассивами и общественной застройкой нового района вдоль проспекта Стачек (улица Косинова, 19).
Большей частью трёхэтажный основной корпус вытянут вдоль улицы Косинова, от него отходят Т-образные корпуса, обращённые в сад, что было обусловлено необходимостью разделения на зоны по видам болезней и формам обслуживания, устройства изолированных отделений и отдельных входов.
Обязательный для конструктивизма элемент — ленточные окна — был нецелесообразен по внутренней планировке, поэтому межоконные простенки лишь имитировали эффект сплошного остекления, подчёркивавшийся сплошными тягами, за счёт более тёмной окраски в тон стекла.

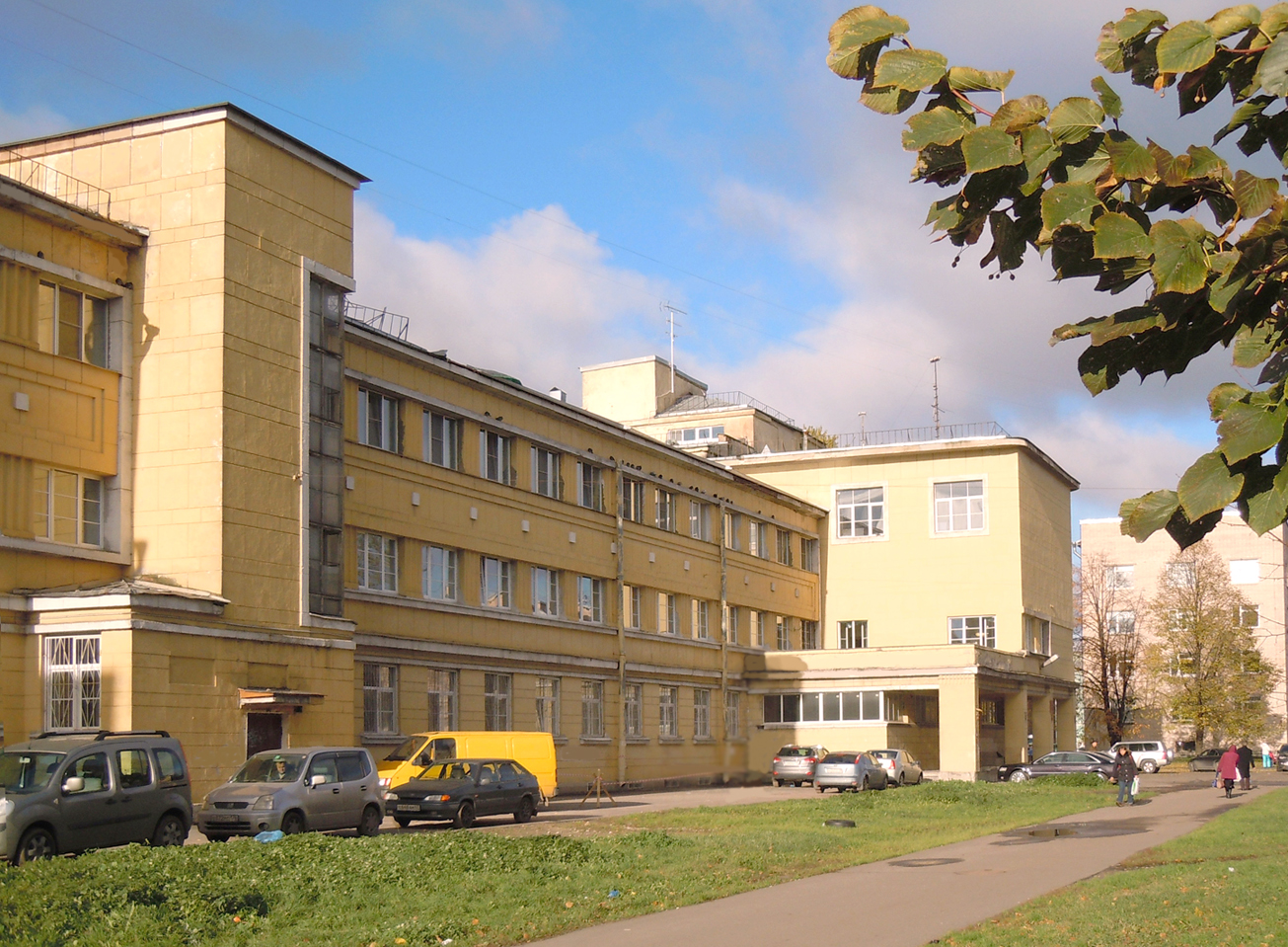
Больница имени В. Володарского

Вытянутый фасад прерывается узкими выступами лестничных клеток с асимметричным вертикальным остеклением углов, возвышающимися над основным объёмом здания. Правая часть протяжённого корпуса завершается массивным объёмом на столбах с угловыми террасами.
После окончания строительства фасад был оформлен некоторыми деталями, несколько нарушившими чистоту его рисунка.
Сейчас в здании располагается городская  больница № 14.

## См. также

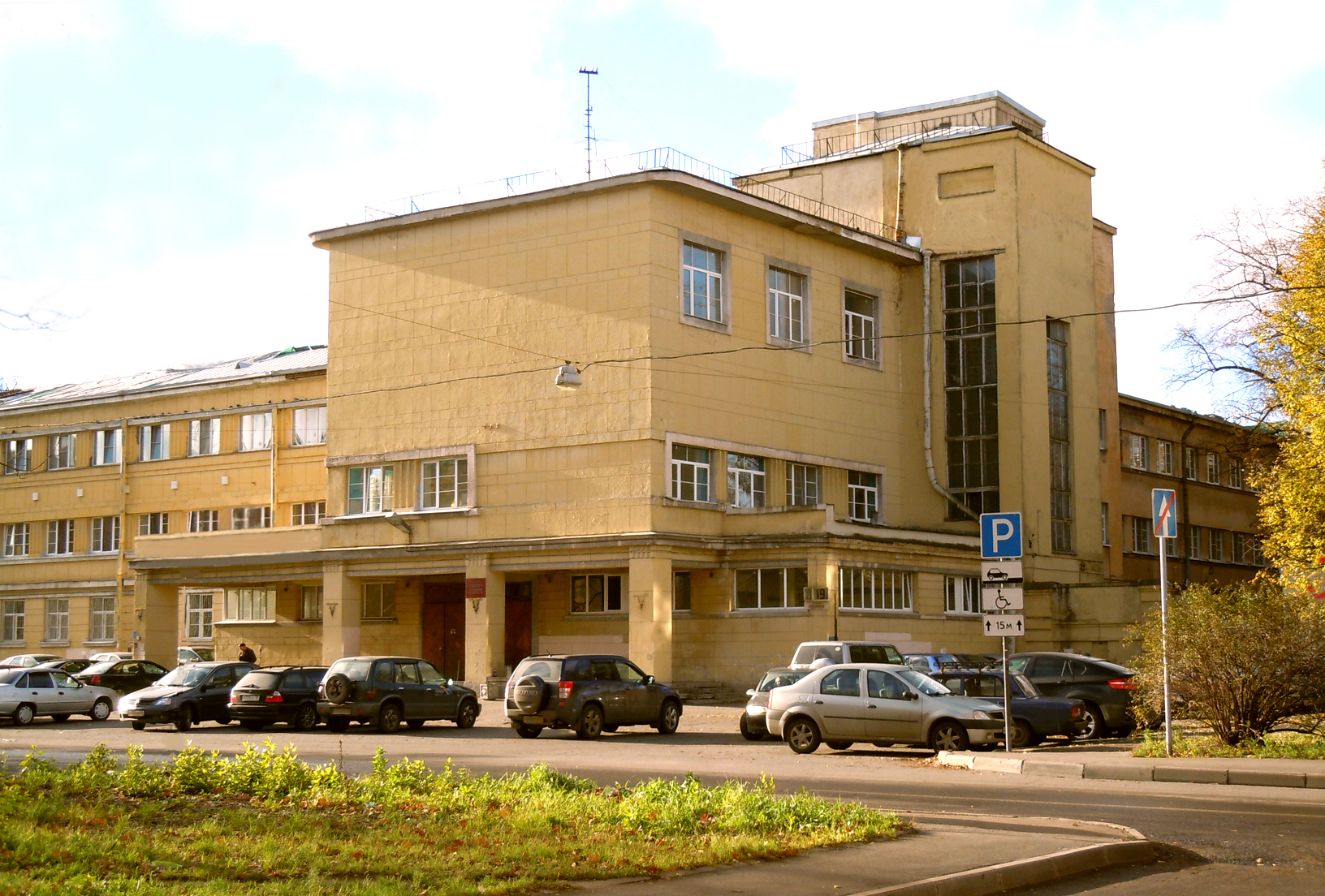

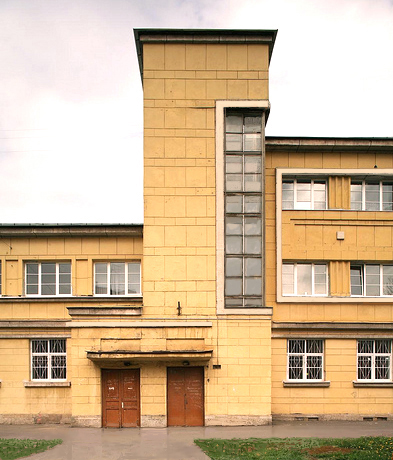
Объединённая больница № 14 им. В. Володарского